# Oschersleben
Oschersleben je město v německé spolkové zemi Sasko-Anhaltsko. Leží blízko řeky Bode ve vzdálenosti 35 kilometrů na jihozápad od Magdeburku. Má přibližně 19 500 obyvatel (rok 2009).
První zmínka o městě je z 23. listopadu 994, kdy je zmíněno v listině císaře Oty III., v které tento propůjčuje Quedlinburgu tržní právo.